# Conférence de Brioni

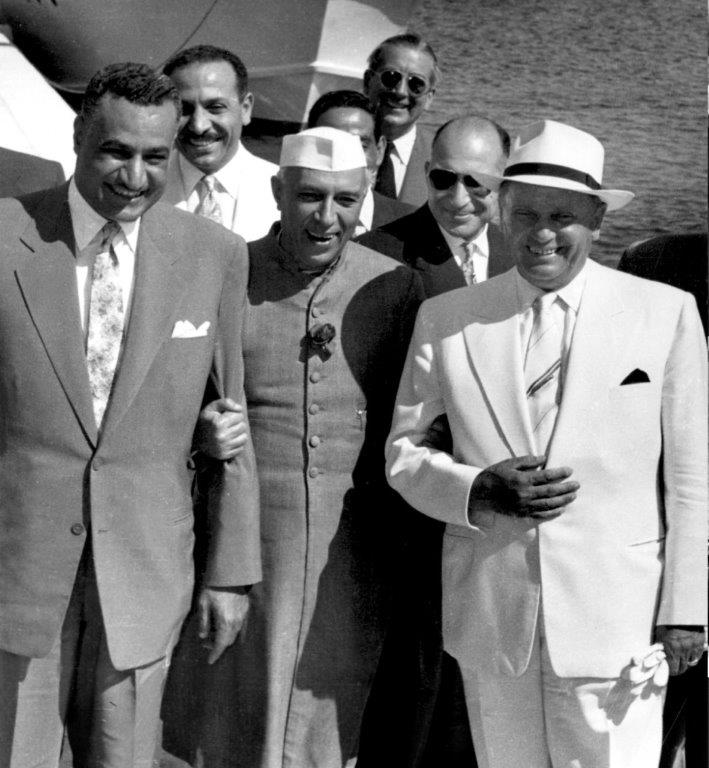
Gamal Abdel Nasser et Jawaharlal Nehru, Jawaharlal Nehru avec les dirigeants nationaux, Josip Broz Tito avec les dirigeants nationaux, Relations entre l'Égypte et l'Inde, Relations entre l'Égypte et la Yougoslavie, Relations entre l'Inde et la Yougoslavie.

La conférence de Brioni est une conférence du mouvement des non-alignés, ayant eu lieu du 18 au 20 juillet 1956, faisant directement suite à la conférence de Bandung.
Elle réunit, sur l'archipel de Brioni en Yougoslavie, le président égyptien Gamal Abdel Nasser, le président yougoslave Josip Broz Tito et le Premier ministre indien Jawaharlal Nehru. Avec le président indonésien Soekarno, les trois dirigeants deviennent rapidement les leaders du mouvement des non-alignés, prônant un écartement de la logique des blocs de la guerre froide. 
Lors de cette conférence, Nasser décide de la nationalisation du canal de Suez, qu'il annonce quelques jours plus tard dans son discours d'Alexandrie, le 26 juillet 1956, qui déclenche la crise du canal de Suez en octobre.